# Ladislav Hlaváček
Ladislav Hlaváček (Veltruby, 26 giugno 1925 – Praga, 21 aprile 2014) è stato un calciatore cecoslovacco, di ruolo attaccante.